# Teucholabis (Teucholabis) catharinensis
Teucholabis (Teucholabis) catharinensis is een tweevleugelige uit de familie steltmuggen (Limoniidae). De soort komt voor in het Neotropisch gebied.